# 郑氏世科坊
郑氏世科坊，位于中国安徽省黄山市歙县富堨镇中溪村丰口。
郑氏世科坊是一座功名坊，建于明嘉靖二十七年（1548年），四柱三间五楼,高9.5米。用于旌表明代永乐至嘉靖该村中进士者，刻有他们的姓名。
2019年3月28日，郑氏世科坊公布为安徽省文物保护单位。